# Elateropsis lineata
Elateropsis lineata es una especie de escarabajo longicornio del género Elateropsis, tribu, Solenopterini, subfamilia Prioninae. Fue descrita por Linné en 1758.

## Descripción
Mide 16-44 mm de longitud.

## Distribución
Se distribuye por Cuba, Jamaica y República Dominicana.